# 路德维希·普朗特

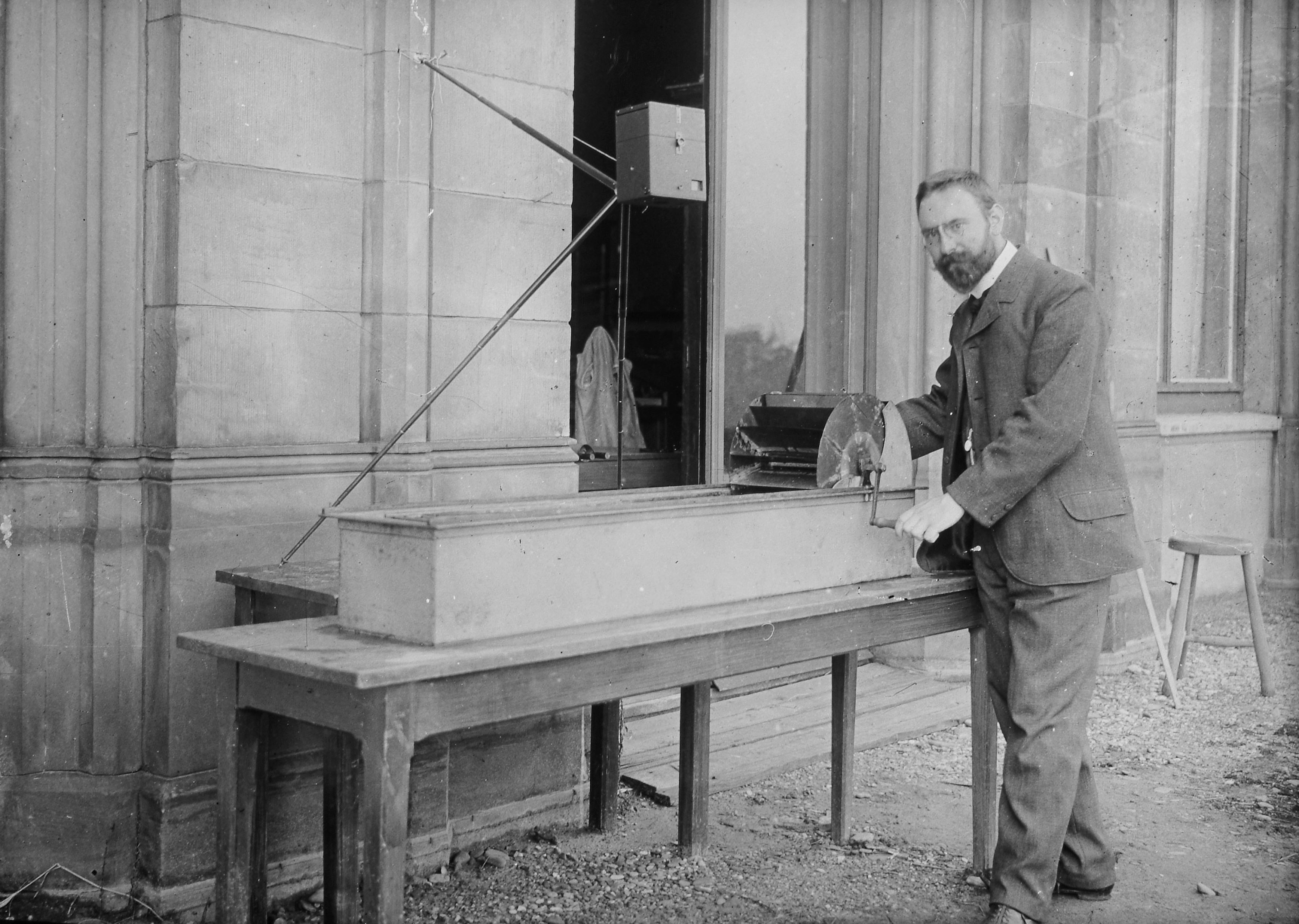
路德维希·普朗特在1904年用普朗特水槽模拟流体过程

路德维希·普朗特（德語：Ludwig Prandtl，1875年2月4日—1953年8月15日），德国力学家。近代力学奠基人之一。1953年8月15日卒于哥廷根。

## 生平
普朗特生于慕尼黑附近的弗赖辛，他的父親是一位教授，從小就鼓勵他觀察大自然並探索自然界事物。1894年進入慕尼黑工業大學攻讀机械工程，后在弗普爾教授指导下攻读弹性力学，於1900年得博士学位。1901年在一机械厂工作中，因改进用管道抽吸废屑的装置发现了气流分离问题；后来在汉诺威大学任教授时，用自制水槽观察曲面流动现象，三年后提出边界层的理论。他在1904年海德堡国际数学大会上宣读关于边界层的论文（全名是《论粘性很小的流体的运动》），受到哥廷根大学数学教授菲利克斯·克萊因的赏识，克莱因推荐他担任哥廷根大学应用力学系主任，后又支持他建立并主持空气动力实验所和威廉皇家流体力学研究所。在近半个世纪中，普朗特注意理论与实际的联系，在力学方面取得许多开创性成果。

## 主要学术贡献
普朗特在流体力学方面的主要贡献有
- 边界层理论。他在观察、实验的基础上，提出绕物体流动的小粘性边界层方程，为计算摩擦阻力、求解分离区和热交换等问题奠定了基础。普朗特的边界层理论把理论和实验结合起来，奠定了现代流体力学的基础。边界层理论在应用数学上标志着奇异摄动法的开端。
- 风洞实验技术
- 机翼理论
- 湍流理论。

普朗特在固体力学方面也有不少贡献。他的博士论文（1899）探讨了狭长矩形截面梁的侧向稳定性。1903年提出了柱体扭转问题的薄膜比拟法，他继承并推广了圣维南所开创的塑性流动的研究。卡门在他指导下完成的博士论文（1910）是关于柱体塑性区的屈曲问题。普朗特还解决了半无限体受狭条均匀压力时的塑性流动分析（1921）。他在塑性力学方面也有开创性的研究。

## 人才培养
普朗特培养了许多国际知名的力学家，除近代力学另一奠基人冯·卡门外，还有阿克雷特、威廉·普拉格等。铁木辛柯和邓哈托也曾跟他作过研究工作。关门弟子陆士嘉是普朗特唯一的女学生。